# Finnenbrot

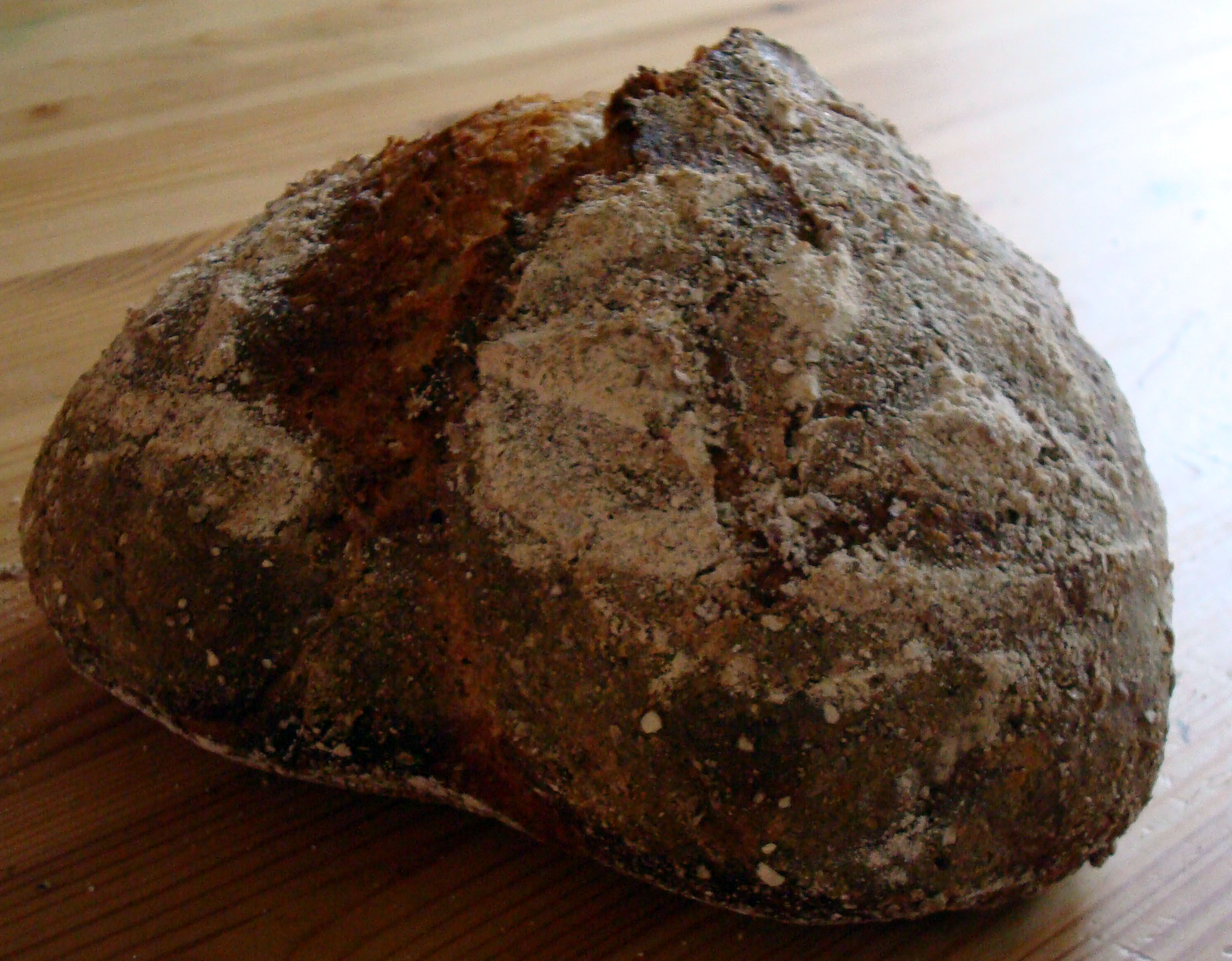
Finnenbrot

Ein Finnenbrot ist ein dunkles Vollkornbrot mit hohem Kornanteil. Neben Roggenmischbrot und Weizenmischbrot kann es sich dabei auch um ein Mehrkornbrot handeln, wenn mehr als 5 % an nicht backfähigem Getreide für das Brot genutzt werden. Nicht allein deshalb zählt ein Finnenbrot zu den Spezialbroten. Weil es so ballaststoffreich ist, kann es unter Umständen für Diabetiker und für eine vollwertige Ernährung empfohlen werden. 
Neben den üblichen Getreiden Roggen und Weizen enthält Finnenbrot verschiedenen weitere Saaten, speziell Ölsaaten (Sesam und Leinsamen) im Teig und auf der Kruste, sowie jegliche Arten von Getreideschrot, ganze Sonnenblumenkerne und in manchen Mischungen auch Weizenkeimlinge, Mohn, Malz- und Haferflocken. Roggennatursauerteig hält das Brot mehrere Tage lang frisch.